# Electrosila (metroul din Sankt Petersburg)
| Spb metro line2 | leer | leer |

| uKDSTa | leer | leer |

| uBHF | leer | leer |

| uBHF | leer | leer |

| uBHF | leer | leer |

| uBHF | leer | leer |

| uBHF | leer | leer |

| uBHF | leer | leer |

| uBHF | leer | leer |

| uBHF | leer | leer |

| uBHF + HUBaq | fBHF + HUBeq | leer |

| uSTR | leer | leer |

| uBHF + HUBaq | BHF violet + HUBq | KBHFa orange + HUBeq |

| uSTR | leer | leer |

| uXBHF-L | XBHF-R | leer |

| uBHF | leer | leer |

| uBHF | leer | leer |

| uBHF | leer | leer |

| uBHF | leer | leer |

| uBHF | leer | leer |

| uBHF | leer | leer |

| uBHF | leer | leer |

| uKDSTe | leer | leer |

| Spb metro line2 | leer | leer |

| Spb metro line2 | leer | leer |

| uKDSTa | leer | leer |

| uBHF | leer | leer |

| uBHF | leer | leer |

| uBHF | leer | leer |

| uBHF | leer | leer |

| uBHF | leer | leer |

| uBHF | leer | leer |

| uBHF | leer | leer |

| uBHF | leer | leer |

| uBHF + HUBaq | fBHF + HUBeq | leer |

| uSTR | leer | leer |

| uBHF + HUBaq | BHF violet + HUBq | KBHFa orange + HUBeq |

| uSTR | leer | leer |

| uXBHF-L | XBHF-R | leer |

| uBHF | leer | leer |

| uBHF | leer | leer |

| uBHF | leer | leer |

| uBHF | leer | leer |

| uBHF | leer | leer |

| uBHF | leer | leer |

| uBHF | leer | leer |

| uKDSTe | leer | leer |

| Spb metro line2 | leer | leer |

Electrosila  (în limba rusă: Электросила) —  este o stație a metroului din Sankt Petersburg pe linia Moscovsko-Petrogradskaia. Stația a fost deschisă publicului pe 29 aprilie 1961.  
| Liniile metroului din Sankt Petersburg |                      |  |                          |  |                              |
|                                        | Kirovsko-Vîborgskaia |  | Moscovsko-Petrogradskaia |  | Nevsko-Vasileostrovskaia     |
|                                        | Pravoberejnaia       |  | Frunzensko-Primorskaia   |  | Ohtinsko-Petrogradskaia      |
|                                        | Rjevsko-Kanonerskaia |  | Severnaia                |  | Krasnoseliskaia-Kalininskaia |